# Кожаево
Кожаево — деревня в Никольском районе Вологодской области.
Входит в состав Краснополянского сельского поселения, с точки зрения административно-территориального деления — в Краснополянский сельсовет.
Расстояние до районного центра Никольска по автодороге — 8 км. Ближайшие населённые пункты — Кузнечиха, Дор, Плаксино.
По переписи 2002 года население — 347 человек (172 мужчины, 175 женщин). Всё население — русские.